# Бела Волентик
Бела Волентик (мађ. Volentik Béla; Солнок, 5. децембар 1907 — Будимпешта, 27. октобар 1990) био је мађарски фудбалер, тренер и репрезентативац, селектор Олимпијске репрезентације Мађарске. Селектор бугарске и луксембуршке репрезентације. Као играч играо је на позицији везног.

## Каријера

### Клуб
Између 1927. и 1929. био је професионални фудбалер мађарског клуба ФК Немзет. Године 1929. потписао је уговор са Ујпештом, где је са тимом освојио два шампионата до 1932. године. Након тога отишао је у Швајцарску и потписао је уговор са ФК Лугано, где је касније постао играч-тренер.

### Репрезентација
Волентик је за репрезентацију Мађарске одиграо само једну утакмицу. Утакмица је одиграна 10. априла 1927. године у Будимпешти на Илои ут стадиону против репрезентације Југославије. Утакмица је завршена победом Мађарске са 3 : 0.

## Достигнућа

### Играч
- Прва лига Мађарске у фудбалу
  - шампион: 1929/30, 1930/31
- Куп нација (1930)
  - победник: 1930.

### Тренер
Јанг бојс
- Куп Швајцарске у фудбалу:
  - победници: 1945, 1953

МТК
- Куп победника купова у фудбалу (KEK)
  - финале: 1963/64.

Репрезентација Мађарске
- Олимпијске игре
  - треће место: 1960, Рим
- Тренерска титула „мастера” (1961)

## Белешка
1. ↑  Преузето са француске и бугарске вики